# Ширія (комуна)
Ши́рія (рум. Șiria) — комуна у повіті Арад в Румунії. Стара угорська назва — Віла́гош (угор. Világos), німецька — Ге́лльбург (нім. Hellburg).
До складу комуни входять такі села (дані про населення за 2002 рік):
- Галша (2174 особи)
- Миска (959 осіб)
- Ширія (5007 осіб)

Комуна розташована на відстані 403 км на північний захід від Бухареста, 27 км на північний схід від Арада, 64 км на північний схід від Тімішоари.

## Населення
За даними перепису населення 2002 року у комуні проживали 8140 осіб.
Національний склад населення комуни:
| Національність   | Кількість осіб | Відсоток |
| ---------------- | -------------- | -------- |
| румуни           | 6615           | 81,3%    |
| цигани           | 979            | 12,0%    |
| угорці           | 360            | 4,4%     |
| німці            | 147            | 1,8%     |
| українці         | 20             | 0,2%     |
| словаки          | 7              | 0,1%     |
| болгари          | 4              | < 0,1%   |
| росіяни-липовани | 2              | < 0,1%   |

Рідною мовою назвали:
| Мова       | Кількість осіб | Відсоток |
| ---------- | -------------- | -------- |
| румунська  | 6790           | 83,4%    |
| циганська  | 842            | 10,3%    |
| угорська   | 336            | 4,1%     |
| німецька   | 138            | 1,7%     |
| українська | 16             | 0,2%     |
| словацька  | 6              | 0,1%     |
| болгарська | 4              | < 0,1%   |
| російська  | 2              | < 0,1%   |

Склад населення комуни за віросповіданням:
| Релігія                                       | Кількість осіб | Відсоток |
| --------------------------------------------- | -------------- | -------- |
| православні                                   | 6389           | 78,5%    |
| п'ятдесятники                                 | 837            | 10,3%    |
| римо-католики                                 | 491            | 6,0%     |
| баптисти                                      | 223            | 2,7%     |
| адвентисти                                    | 123            | 1,5%     |
| греко-католики                                | 32             | 0,4%     |
| реформати                                     | 29             | 0,4%     |
| лютерани (Синодально-пресвітеріанська церква) | 4              | < 0,1%   |
| не релігійні                                  | 3              | < 0,1%   |
| бретрени                                      | 1              | < 0,1%   |
| лютерани                                      | 1              | < 0,1%   |